# Salamerta
Salamerta is een bestuurslaag in het regentschap Banjarnegara van de provincie Midden-Java, Indonesië. Salamerta telt 3869 inwoners (volkstelling 2010).